# FlyLAL
flyLAL (flyLAL—Lithuanian Airlines) — колишня національна авіакомпанія Литви, що базувалася в Вільнюсі. Авіакомпанія виконувала внутрішні і міжнародні рейси. Головні бази flyLAL перебували у Вільнюському міжнародному аеропорту та аеропорту міста Паланга. 17 січня 2009 року компанія подала заяву про банкрутство і припинила операційну діяльність.

## Історія
Компанія утворена 20 вересня 1991 року. До 2005 року компанія називалася лит. «Lietuvos avialinijos» («Литовські авіалінії»). «Литовські авіалінії» першими з авіакомпаній колишнього Радянського Союзу придбали літаків західного виробництва — Boeing 737-200.
Спочатку, авіакомпанія повністю належала державі. Після приватизації у 2005 році, національний авіаперевізник став власністю компанії лит. «LAL Investicijų Valdymas». Був проведений ребрендинг і лит. «Lietuvos avialinijos» стали називатися «FlyLAL—Lithuanian Airlines».
У першому кварталі 2007 року авіакомпанія FlyLAL стала лідером серед литовських авіаперевізників. З січня по березень літаки компанії перевезли 107,6 тис. пасажирів, що на 18% більше аналогічного періоду 2006 року.
У лютому 2007 FlyLAL була визнана найбільш пунктуальною авіакомпанією, що базується в лондонському аеропорту Гатвік.
У 2008 році утворено "FlyLAL Charters", підрозділ авіакомпанії, оперує чартерними перевезеннями.
З 17 січня 2009 року припинила свою діяльність.

## Пункти призначення
Рейси FlyLAL з Вільнюського міжнародного аеропорту:
- Бельгія
  - Брюссель
- Велика Британія
  - Лондон — Гатвік
  - Лондон — Станстед
- Німеччина
  - Франкфурт-на-Майні — Міжнародний аеропорт Франкфурт-на-Майні
- Греція
  - Салоніки
- Грузія
  - Тбілісі
- Ірландія
  - Дублін
- Іспанія
  - Барселона — El Prat
  - Малага
  - Пальма-де-Майорка
- Італія
  - Мілан — Мальпенса
  - Рим — Міжнародний аеропорт імені Леонардо да Вінчі
- Кіпр
  - Ларнака
- Латвія
  - Рига — Міжнародний аеропорт Рига
- Нідерланди
  - Амстердам — Схіпхол
- Росія
  - Москва — Міжнародний аеропорт «Шереметьєво»
- Туреччина
  - Стамбул — Ататюрк
- Україна
  - Київ — Бориспіль
  - Сімферополь — Міжнародний аеропорт Сімферополь
- Франція
  - Париж — Шарль де Голль
- Швеція
  - Стокгольм — Арланда
- Естонія
  - Таллін — Юлемісте

Рейси FlyLAL з аеропорту Паланги:
- Велика Британія
  - Лондон — Станстед
- Ірландія
  - Дублін

## Флот
| Тип           | Кількість | Місць у літаку | Примітки                      |
| ------------- | --------- | -------------- | ----------------------------- |
| Боїнг 737-500 | 6         | 124            |                               |
| Боїнг 737-300 | 3+1       | 149            | 1 літак надійшов 1.12.2008 р. |
| Боїнг 757-200 | 1+1       | 235            | 1 літак надійшов 1.12.2008 р. |
| SAAB 2000     | 5         | 50             |                               |
| Як-42         | 12        | 120            |                               |

Колишні літаки:
Ан-24, Ан-26, Boeing 737-2Q8/Adv, Boeing 737-2T2/Adv, Saab 340, ATR 42, Як-40, Як-42, Ту-134

## Партнери
- Аерофлот—Російські авіалінії
- ГТК «Росія»
- AeroSvit
- Brussels Airlines
- DonbassAero
- Finnair
- Iberia
- KLM